# Алабушев, Андрей Васильевич
Андрей Васильевич Алабушев (10 мая 1955, Калач, Воронежская область — 28 января 2020, Зерноград, Ростовская область) — российский учёный в области земледелия и растениеводства. Академик РАН (2016, членкор 2014, членкор РАСХН с 2012), доктор сельскохозяйственных наук (1999), профессор (2006). Директор Всероссийского научно-исследовательского центра зерновых культур имени И. Г. Калиненко (с 1999). Депутат Законодательного собрания Ростовской области, член «Единой России».

## Биография
Окончил Донской СХИ (1977), агрономический факультет.
Прошёл путь от научного сотрудника до директора Всероссийского научно-исследовательского центра зерновых культур имени И. Г. Калиненко.
В 1977 году — младший научный сотрудник Донского селекцентра.
1977—1978 — служба в рядах Советской армии.
1978—1981 — младший научный сотрудник Всероссийского научно-исследовательского института сорго и других зерновых культур
1981—1985 — старший научный сотрудник
1985—1997 — заведующий отделом агротехнологии
1997—1998 — заместитель директора по науке, производству и внедрению
1998—1999 — и. о. директора ВНИИ сорго и других зерновых культур
1999—2004 — директор ВНИИ сорго и других зерновых культур
С 2004 года директор Федерального государственного бюджетного научного учреждения "Аграрный научный центр «Донской».
С 2018 года депутат Законодательного собрания Ростовской области, фракция «Единая Россия».
В 1991 году в МГСХА им. К. А. Тимирязева защитил кандидатскую диссертацию по теме «Влияние предшественников и обработки среднемощного предкавказского чернозема на урожайность зернового сорго», в 1999 году защитил докторскую диссертацию «Обоснование и разработка адаптивной технологии выращивания зернового сорго в засушливой зоне Северного Кавказа».
Под научным руководством А. В. Алабушева защищены одна докторская и семь кандидатских диссертаций.
Организатор и заведующий кафедры Селекции и семеневодства Донского государственного аграрного университета с 2017 года.
Член экспертного совета при Комитете Совета Федерации по аграрно-продовольственной политике и рыбохозяйственному комплексу, научно-технического совета при МСХиП Ростовской области; член бюро Отделения сельскохозяйственных наук РАН, член экспертного совета Отделения сельскохозяйственных наук РАН по направлению «Растениеводство, защита растений и биотехнология»; председатель Ростовского регионального отделения фонда им. А. Т. Болотова. В 2004—2013 заместитель председателя диссертационного совета ДМ 006.066.01.
Председатель редакционного совета журнала «Зерновое хозяйство России», член редсоветов журналов «Кукуруза и сорго» и «Селекция, семеноводство и генетика».
Опубликовал более 200 научных работ, в том числе 7 монографий. Имел патент на изобретение. Являлся автором 9 сортов озимой пшеницы.
Награждён медалью «Ветеран труда», золотой и серебряной медалями МСХ РФ «За вклад в развитие агропромышленного комплекса России» (2005, 2011), почётными грамотами и благодарностями МСХ РФ, Россельхозакадемии, Ростовщины. Также награждён дипломом качества и золотой медалью Европейской научно-промышленной палатой.
Убит 28 января 2020 года в своём собственном доме. Похоронен в Москве на Хованском кладбище.

## Основные работы
- «Проблемы и перспективы зерновой отрасли России» (2004);
- «Научные приоритеты интенсификации производства зерна» (2007);
- «Состояние и пути эффективности отрасли растениеводства» (2014)